# Hedigerella fasciatella
Hedigerella fasciatella es una especie de mantis de la familia Iridopterygidae.
Es la única especie del género monotípico Hedigerella.

## Distribución geográfica
Se encuentra en el Archipiélago de Bismarck y las Islas Salomón.